# Elinor Byrns

Elinor Byrns (Lafayette (Indiana), 1876 - 27 de maig de 1957) fou una advocada, pacifista i feminista estatunidenca, fundadora de la Women's Peace Society i la Women's Peace Union.

## Trajectòria
Elinor Byrns estudià en la Girls' Classical School d'Indianapolis i es graduà en la Universitat de Chicago al 1900. Es llicencià en dret en la Universitat de Nova York. Treballà en un bufet d'advocats corporatius de Nova York durant dos anys, fins que se n'anà desil·lusionada de com es practicava la llei. Utilitza aquesta experiència per al seu assaig publicat el 1916 en The New Republic, titulat The Woman Lawyer, i declarà: "No vull exercir l'advocacia si això significa participar en un joc".
Exercí el seu activisme en cercles feministes de Nova York durant la dècada del 1910, com a membre del Club Heterodoxy, i ajudà a planificar la primera desfilada sufragista en la Cinquena Avinguda. Treballà en la College Equal Suffrage League de l'estat de Nova York, i promogué la idea de "col·legis sufragistes", especialitzats en formació de dones joves interessades en l'activisme. Fou directora de publicitat de la National American Woman Suffrage Association fins que hi renuncià al 1917, pel suport a l'organització de la Primera Guerra Mundial. Renuncià a la Lliga Internacional de Dones per la Pau i la Llibertat alhora.
Després de separar-se de les associacions feministes, Byrns se centrà en el pacifisme, com a vicepresidenta de la Women's Peace Society, formada el 1919, i cofundadora de la Women's Peace Union al 1921. El 1923, amb Caroline Lexow Babcock, redactaren una esmena constitucional per a eliminar el poder del Congrés per a declarar o finançar la guerra. Byrns també estava en el comité executiu de la War Resisters League el 1924.

Sobre la raó del seu treball per la pau en una audiència al Senat al 1927, Byrns explicà: 
 Un govern que aprenga a respectar la vida serà un govern sa, en adonar-se de la bogeria i la maldat de permetre, i molt menys d'obligar, els seus ciutadans, a gaudir de l'anormalitat de la guerra. Sabrà que la vida, en si valuosa, pot fer-se rica i bella. Entendrà que els ciutadans mai podran aconseguir el seu punt més alt de creixement, tret que abandonen pràctiques tan desagradables com l'assassinat i la violació dels altres, i es concentren en activitats creatives i constructives. 
Byrns va morir al 1957, als 80 anys.